# Helianthemum carolipaui
Helianthemum carolipaui är en solvändeväxtart som beskrevs av José Cuatrecasas. Helianthemum carolipaui ingår i släktet solvändor, och familjen solvändeväxter. Inga underarter finns listade i Catalogue of Life.